# Cold Heaven
Cold Heaven és una pel·lícula estatunidenca de thriller sobrenatural del 1991 dirigida per Nicolas Roeg, i protagonitzada per Theresa Russell, James Russo, Mark Harmon, Julie Carmen, i Seymour Cassel. La seva trama segueix una dona catòlica no practicant el marit de la qual ressuscita inexplicablement d'entre els morts, desafiant profundament les seves creences. El guió, d'Allan Scott, està basat en la novel·la homònima de 1983 de l’escriptor nord-irlandès-canadenc Brian Moore. La banda sonora de la pel·lícula era de Stanley Myers.

## Argument
Marie Davenport, una catòlica no practicant, està tenint una aventura amb el doctor Daniel Corvin, sense que el seu marit ho sàpiga, el doctor Alex Davenport, també metge. Ella té la intenció de donar-li la notícia a Alex mentre assisteix a una conferència mèdica amb ell a Mèxic. Mentre neda en una badia d'Acapulco, l'Àlex és colpejat per una barca a motor que passa. És traslladat d'urgència a l'hospital amb una laceració massiva al cap, però mor durant una cirurgia d'urgència.
L'endemà al matí, l'hospital informa a Marie que, abans de l'autòpsia programada d'Alex, el seu cos va desaparèixer inexplicablement. Mentrestant, Daniel s'assabenta de la mort d'Alex i comunica la notícia de la seva aventura amb Marie a la seva xicota, Anna, que està enfurismada. La Marie torna a casa seva a Los Angeles mentre intenta localitzar el cos de l'Alex. Marie rep un missatge anònim —que suposa que és de Daniel— demanant-li que viatgi a un hotel de Carmel-by-the-Sea on s'ha allotjat abans, i on va conèixer per primera vegada en Daniel.
Després de visitar el convent local, la Marie torna a la seva habitació d'hotel, on es sorprèn de trobar l'Àlex, aparentment viu. Alex explica el seu record d'aquell dia i el seu despertar a la morgue de l'hospital. Esgotat, Alex s'adorm i sembla mort, però més tard torna a la vida quan es desperta. Una Marie desconcertada torna a l'església i parla amb Monsenyor Cassidy, a qui li explica la seva apostasia després que la seva mare morís quan Marie era adolescent. També li parla d'una visió que va tenir l'any anterior mentre estava a Carmel-by-the-Sea: Mentre caminava pels penya-segats de l'oceà prop del convent, es va fixar en dos estanys a sota, i va ser testimoni de la Verge Maria sortir de l'aigua i li va ordenar que informés a un sacerdot que es reconstruís un santuari per al convent.
Daniel arriba a Carmel-by-the-Sea i es troba amb Marie a l'hotel. Ella explica que l'Alex l'ha conegut allà i sembla que està viu. Marie li diu de mala gana a Daniel que no pot estar amb ell, ja que encara sent una connexió profunda amb l'Alex. Daniel, tot i que és derrotat, accepta fer-li un examen mèdic a l'Àlex. Els dos decideixen portar l'Àlex a un hospital de San Francisco a causa del seu estat físic deteriorat. El pare Niles, un col·lega de Monsenyor, els segueix, intentant parlar amb Marie, però ella el nega. Quan en Daniel marxa per un breu viatge de treball, la Marie visita l'Àlex a l'hospital, però aquest reacciona violentament, vomitant sang. Marie és consolada pel pare Niles, que la va seguir a l'hospital. En la confiança del Pare Niles, ella confessa que ella i Daniel van orquestrar l'accident amb barca, amb la intenció de matar l'Alex; interpreta el retorn d'Alex a la vida com Déu donant-li una segona oportunitat.
Després que l'Alex és donat d'alta de l'hospital, ell i la Marie passen la nit junts, però ell es desperta enmig de la nit, colpejant-se violentament, i la seva ferida al cap comença a sagnar de nou inexplicablement. Truca al pare Niles per demanar ajuda i torna al convent de Carmel-by-the-Sea. Allà, la germana Martha, una jove monja, resa a la vora del penya-segat on Marie va tenir la visió l'any anterior. Un vent esclata pels penya-segats, aterrint la Marie, i apareix una creu incrustada a la vora del penya-segat. Mentrestant, l'Alex es desperta sol a l'hotel, la seva ferida al cap miraculosament curada.
Marie torna a l'hotel, on Daniel arriba moments després, perseguint-la. A l'habitació de l'hotel, l'Alex es troba amb Marie. Els dos s'abracen, mentre un Daniel derrotat se'n va. Mentrestant, el pare Niles, assegut a la vora del penya-segat, mira com es pon el sol.

## Repartiment
- Theresa Russell com a Marie Davenport
- Mark Harmon com el Dr. Alex Davenport
- James Russo com a Daniel Corvin
- Julie Carmen com a Anna Corvin
- Seymour Cassel com a Tom Farrelly
- Richard Bradford com a monsenyor Cassidy
- Diana Douglas com la Mare Santa Agnès
- Talia Shire com a germana Martha
- Will Patton com el Pare Niles
- Cástulo Guerra com el Dr. DeMencos
- Jeanette Miller com a germana Katarina
- Lenny Von Dohlen com a empleat de l'hotel (sense acreditar)

## Llançament

### Resposta crítica
Time Out va dir que "Lamentablement, per tota la seva brillantor tècnica i seguretat narrativa, les escenes clíniques de la pel·lícula requereixen un acte de fe que cap cineasta, cristià, agnòstic o ateu. – té dret a preguntar-ho".
Neil Sinyard a Reference Guide to British and Irish Film Directors la descriu com "decebedora... inusualment dura i seca en el seu tractament de la culpa i la paranoia".
Peter Rainer de Los Angeles Times va escriure que la pel·lícula és "ponderosa sense tenir molt de pes; seguim esperant que la història s'ompli, per aconseguir una visió que coincideixi amb la de Marie. Però la gran tempesta llançada al final sembla De Mille. Aquesta és una pel·lícula "religiosa" sense gaire sentiment religiós. Roeg aconsegueix crear una atmosfera de malestar de por imminent a les escenes de navegació i les escenes entre Marie i un altre sacerdot (Will Patton) que s'endinsa en les seves visions.

### Mitjans domèstics
Scorpion Releasing va llançar una edició limitada en Blu-ray de la pel·lícula el 19 d'agost de 2020.